# La Peroja (Coles)
La Peroja (llamada oficialmente Santo Eusebio da Peroxa) es una parroquia del municipio español de Coles, en la provincia de Orense, Galicia.

## Toponimia
La parroquia también es conocida por los nombres de San Eusebio da Peroxa y San Eusebio de La Peroja.

## Organización territorial
La parroquia está formada por diecinueve entidades de población:

### Entidad de población
Entidad de población que forma parte de la parroquia:
- A Furada
- A Silva
- Bamio
- Bamio de Cima
- Bamio de Fondo
- Barra de Miño
- Cima de Vila
- Costela
- Ferreiros
- Izás
- Lagariños
- Mira de Cima
- Mira do Río
- Pereira (A Pereira)
- Pousada
- Tras do Río de San Eusebio (Tras do Río)
- Vilarchao

### Despoblados
Despoblados que forman parte de la parroquia:
- Boco (O Boco)
- Mira do Abaixo (Mira de Abaixo)

## Demografía
| Gráfica de evolución demográfica de La Peroja entre 2000 y 2022 |
|                                                                 |
| Datos según el nomenclátor publicado por el INE.                |